# ویمپل آر-۳۳
ویمپل آر-۳۳ (نام روسی : Вымпел Р-33 و نام گذاری ناتو :‌ AA-9 آموس) یک موشک هوا به هوای دوربرد است که بر روی جنگنده میگ-۳۱ نصب می‌شود تا برای حمله به اهداف سریع و بزرگی مانند هواپیمای شناسایی لاکهید اس آر-۷۱، و بمب‌افکن‌های استراتژیک بی-۵۲ استراتوفورترس و بی-۱ لنسر استفاده شود.
این موشک از هدایت نیمه فعال راداری برای تشخیص ابتدایی و هدایت نهایی و از هدایت اینرسیایی برای به‌روزسانی در طول مسیر و  برای رسیدن به اهداف بسیار دور بهره می‌گیرد. رادار میگ-۳۱ قادر است چهار موشک را به طور همزمان شلیک و هدایت کند.
مدل S این موشک که مدل به روز رسانی شده آن می‌باشد دارای هدایت فعال راداری می‌باشد.

## منبع
- مشارکت‌کنندگان ویکی‌پدیا. «R-۳۳ (missile)». در دانشنامهٔ ویکی‌پدیای انگلیسی، بازبینی‌شده در ۵ آوریل ۲۰۱۱.